# Nahwitti

Das traditionelle Siedlungsgebiet der Nahwitti in den modernen Grenzen der kanadischen Provinz British Columbia

Mit der Sammelbezeichnung Nahwitti (auch: Newitty, Nuwitti, u. ä., wissenschaftliche Transkription aus dem Kwak'wala: na̱’witi) fassten Europäer die Kwakwaka'wakw-Gruppen an der Nordspitze von Vancouver Island zusammen. Der Begriff umfasst die drei ursprünglich eigenständigen Gruppen der Nakomgilisala (na̱ka̱mga̱lisa̱la), der Yutlinuk (yut’linux̱w) und der Tlatlasikwala (t’łat’ła̱sikwa̱la), die einen gemeinsamen Dialekt des Kwak'wala sprachen. Die ersten beiden Gruppen gingen im Laufe des 19. Jahrhunderts in den Tlatlasikwala auf, die als Tlatlasikwala First Nation in Kanada heute offiziell als eine First Nation anerkannt sind. Die Tlatlasikwala Nation ist ein Mitglied des Kwakiutl District Council mit Sitz in Campbell River.
Der Historiker Robert Galois bescheinigt den Nahwitti eine „prominente Position“ in der Kolonialgeschichte Vancouver Islands: Hatten sie zunächst eine wichtige Rolle im maritimen Pelzhandel mit den Europäern gespielt, wurden sie später im sogenannten „Nahwitti Incident“ (1850/51) zum Ziel britischer Kanonenbootpolitik.

## Geschichte

### Teilgruppen und vorkoloniale Situation
Die Yutlinuk lebten ursprünglich auf den Scott Islands vor der Nordwestspitze von Vancouver Island. Sie waren die kleinste Gruppe der Nahwitti und über ihre Geschichte ist wenig bekannt. Um die Mitte des 19. Jahrhunderts verschmolzen sie mit den Nakomgilisala. Eine eigenständige Identität scheint sich unter den Nachfahren allerdings noch bis in die erste Hälfte des 20. Jahrhunderts gehalten zu haben.
Die Nakomgilisala lebten um Cape Scott an der Nordwestspitze von Vancouver Island, zwischen San Josef Bay im Süden und Shuttleworth Bight im Norden. Nachdem die Nakomgilisala die Yutlinuk aufgenommen hatten, vereinten sie sich wohl in den 1850er Jahren selbst mit den Tlatlasikwala.
Die Tlatlasikwala bewohnten die Nordostspitze von Vancouver Island sowie einige vorgelagerte Inseln, vor allem Hope Island und Nigei Island. Sie waren die größte Gruppe der Nahwitti, ihre Hauptsiedlung war zunächst das vielleicht namensgebende Nahwitti auf Cape Sutil, später Humdaspe und Bull Harbour auf Hope Island.
Die geographisch exponierte Lage der Nahwitti machte sie anfällig für Überfälle durch andere Indianer-Gruppen, vor allem der Bella Bella und Tsimshian im Norden sowie der Kwakiutl im Süden. Die Angreifer waren auf Beute und Sklaven aus. Der konstante Druck dieser Angriffe und der Nahwitti Incident zwangen die drei Gruppen der Nahwitti wohl zum Zusammenschluss und zum Ausweichen auf Hope Island.

### Kolonialzeit

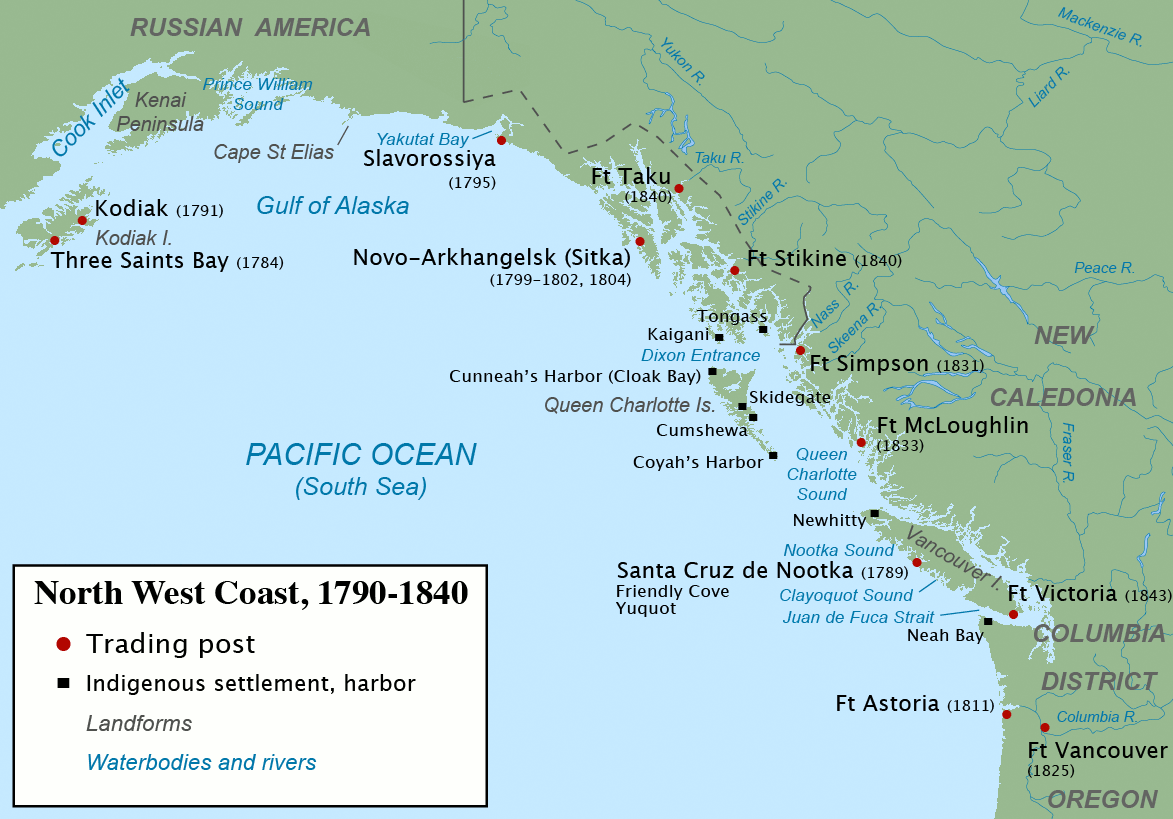
„Newhitty“ (d. h. Shushartie Bay) als eine Station des maritimen Pelzhandels entlang des Pazifischen Nordwestens

Die Tlatlasikwala-Siedlung Khatis in der Shushartie Bay entwickelte sich ab 1789 zu einem wichtigen Umschlagplatz des Pelzhandels in der Region. Europäische Händler suchten den Ort regelmäßig auf, um wertvolle Felle zu erwerben. Hier konnten sie zudem Proviant aufnehmen und Reparaturen durchführen. Der Ort verlor seine wirtschaftliche Bedeutung allerdings wieder, nachdem die Hudson’s Bay Company (HBC) 1849 weiter südlich den Stützpunkt Fort Rupert errichtet hatte, im Territorium der Kwakiutl. Khatis war von den Europäern als Nahwitti und Shushartie bezeichnet worden. Das Dorf Khatis bzw. Nahwitti war zudem ein Handelspunkt für den indianischen Sklavenhandel in der Region gewesen. Sklaverei war ein fester Bestandteil der traditionellen Kwakwaka'wakw-Gesellschaft. Die Nahwitti waren oft Opfer von Sklavenräubern geworden, traten aber auch selbst als Sklavenhändler auf. Zu ihren Kunden gehörten nicht nur andere Indianer, sondern auch Europäer. Letztere konnten die hier erworbenen Sklaven anderswo weiterverkaufen, etwa im Tausch gegen Pelze.
1849 wurde die britische Kronkolonie Vancouver Island eingerichtet. In den Jahren 1850 und 1851 kam es zu einem gewaltsamen Konflikt mit der britischen Regierung, der heute als „Nahwitti Incident“ (dt. „Nahwitti-Vorfall“) bzw. „Fort Rupert Affair“ bezeichnet wird. Drei Matrosen der HBC waren von dem Unternehmen desertiert und auf das Gebiet der Tlatlasikwala geflohen. Aufgrund einer Verwechslung und eines Übersetzungsfehlers war vielleicht die Nachricht verbreitet worden, dass eine hohe Belohnung darauf stand, die drei Männer ‚tot oder lebendig‘ zurückzubringen. Jedenfalls wurden die Deserteure von drei Nahwitti-Männern getötet. Richard Blanshard, Gouverneur von Vancouver Island, sandte eine Delegation zu den Nahwitti. Sie boten eine Belohnung dafür an, wenn die drei Mörder ihnen zur Hinrichtung ausgeliefert würden. Die Nahwitti waren ihrerseits zu Kompensationszahlungen bereit, weigerten sich aber ihre Angehörigen herauszugeben, und bedrohten die Delegation schließlich mit Waffen. Daraufhin entschied Blanshard sich für ein militärisches Vorgehen gegen die Nahwitti. Blanshard und George Blenkinsop, der HBC Kommandant von Fort Rupert, sahen sich zu der Zeit innerem und äußerem Druck ausgesetzt und wollten Stärke demonstrieren. Innerhalb der HBC hatte sich unter den Arbeitern zunehmende Unzufriedenheit über ihre Arbeitsbedingungen ausgebreitet. Von außen sahen sich die Europäer als durch eine Übermacht an Einheimischen bedroht an, alleine um das Fort mit seinen wenigen Dutzend Besatzern lebten mehrere Tausend Kwakiutl. Die britische Korvette Daedalus unter dem Kommando von Kapitän George Grenville Wellesley war gerade in der Region. Blanshard befahl ihr die Mörder festzunehmen oder, wenn das nicht möglich sein sollte, Häuptlinge als Geiseln zu nehmen oder Häuser niederzubrennen. Am 12. Oktober 1850 stießen drei Boote unter dem Kommando von Lieutenant A. A. Burton auf das Dorf Pakluntz an der Südküste von Nigei Island. Die Einwohner hatten das Dorf verlassen, die Briten brannten es daher nieder. Da die Mörder immer noch nicht gefangen genommen waren, ordnete Blanshard weitere Kollektivstrafen gegen die Nahwitti an. Er entsandt die Sloop Daphne unter Kapitän Edward G. Fanshawe, um weitere Siedlungen zu zerstören. Am 19. Juli 1851 stieß eine Gruppe von 60 Matrosen und Royal Marines unter Lieutenant Edward Lacy auf den Hauptort der Nahwitti auf Cape Sutil und griff ihn am nächsten Tag an. Den Angreifern gelang es mit ihren Kanonen, die Verteidiger zu überwältigen, und die Nahwitti flohen in den unzugänglichen Wald. Die Briten brannten das Dorf nieder. Im Kampf waren zwei Briten und drei Nahwitti verletzt sowie ein Nahwitti getötet worden.
Um weiteren britischen Angriffen zu entgehen, töteten die Nahwitti drei ihrer Männer und übergaben sie an Fort Rupert. Ob die drei wirklich die Mörder waren, ist unklar. Henry Grey, 3. Earl Grey, der damalige britische Secretary of State for the War and the Colonies, maßregelte Blanshard später für das aus seiner Sicht übertriebene Vorgehen, das die Indianer gefährlich gegen die britische Autorität hätte aufbringen können. Die Gewalt des Nahwitti Incidents lässt sich wohl zum Teil dadurch erklären, dass sich seit der Etablierung des Handelspostens Fort Rupert das wirtschaftliche Machtverhältnis in der Region geändert hatte. Die Nahwitti hatten ihren Einfluss zugunsten der Kwakiutl verloren. Die Kwakiutl hatten während des Vorfalls wiederholt angeboten, für die Briten einen großangelegten Krieg gegen die Nahwitti zu führen. Vielleicht zum Ausgleich ihrer nun schwächeren Position griffen die Nahwitti in den folgenden Jahren ihrerseits die Quatsino an und löschten den Teilstamm der Klaskino fast aus.
In den folgenden Jahrzehnten wurde die britische Herrschaft über die Region weiter ausgebaut. 1866 fusionierten Vancouver Island und Britisch Columbia, 1871 wurde die Insel Teil der Kanadischen Konföderation. Die Nahwitti erlebten in diesem Zeitraum einen massiven Bevölkerungsrückgang. 
In den 1880er und 1890er Jahren forschte Franz Boas unter den Tlatlasikwala und anderen Kwakwaka'wakw. Er veröffentlichte einflussreiche Arbeiten über die Nordwestküstenkulturen, etwa über die hier wichtigen Potlatch-Feste. Es ist in der Forschung umstritten, ob beim Potlatch und anderen Zeremonien in der Vergangenheit ritueller Kannibalismus praktiziert wurde. Für die hamatsa, eine der Geheimgesellschaften der Kwakwaka'wakw, wird dies vermutet. Boas selbst beobachtete während eines Aufenthalts in Fort Rupert ein für ihn unklares Ritual, bei dem vielleicht Menschenfleisch gegessen wurde. Informanten erzählten ihm von weiteren Fällen von Kannibalismus, unter anderem auch aus dem Dorf Nahwitti. Zumindest in späteren Arbeiten scheint Boas diese Beobachtungen und Erzählungen allerdings nicht mehr für verlässlich gehalten zu haben.

## Bevölkerungsentwicklung und Reservate

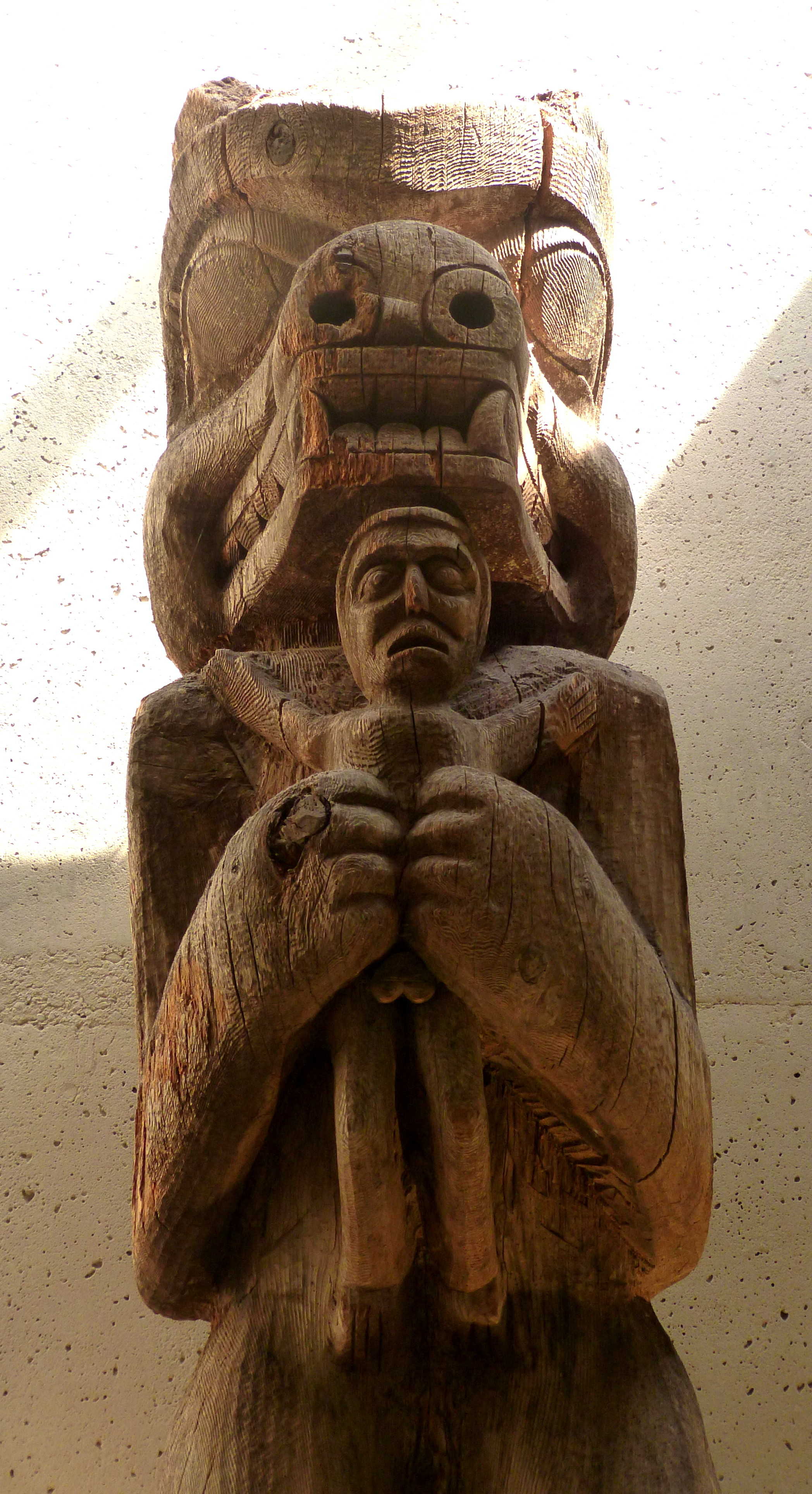
Dieser geschnitzte Hauspfosten von Hope Island zeigt einen Bären, um 1900. Ausgestellt im Museum of Anthropology.

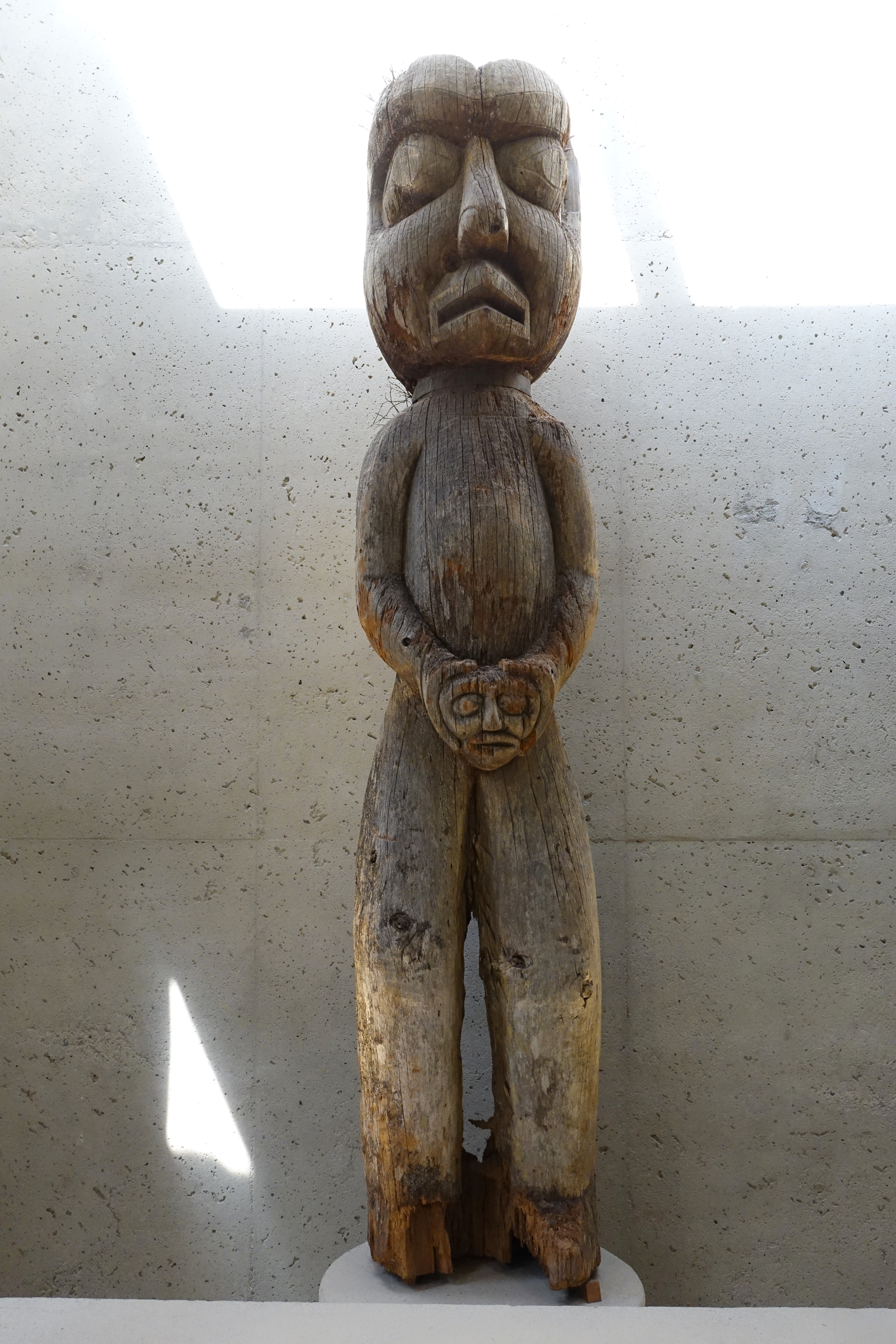
Ein weiterer geschnitzter Hauspfosten von Hope Island, um 1900. Ebenfalls ausgestellt im MOA.

Aufgrund von gewaltsamen Konflikten mit anderen Indianern einerseits sowie durch von Europäern eingeschleppte Krankheiten andererseits (Pockenepidemie an der Pazifikküste Nordamerikas 1862) brach die Bevölkerung der Nahwitti im Verlauf des 19. Jahrhunderts zusammen. Genaue Zahlen sind vor allem für die frühe Zeit schwer zu ermitteln, der Historiker Robert Galois konnte allerdings eine Bevölkerungsstatistik der Nahwitti zusammenstellen.
| Jahr   | Anzahl |
| ------ | ------ |
| 1835   | 350    |
| 1838/9 | 735    |
| 1848   | 500    |
| 1863   | 240    |
| 1866   | 300    |
| 1879   | 107    |
| 1881   | 108    |
| 1885   | 101    |
| 1891   | 94     |
| 1896   | 73     |
| 1901   | 67     |
| 1906   | 69     |
| 1911   | 57     |
| 1914   | 52     |
| 1924   | 36     |
| 1929   | 38     |

Stand Januar 2024 besitzt die Tlatlasikwala First Nation heute offiziell 67 Mitglieder.
In seinem Überblick über die Siedlungsgeographie der Nahwitti listet Galois etwa 43 Siedlungen auf. Diese waren natürlich nicht alle gleichzeitig bewohnt, sondern wurden über einen Zeitraum von mehr als einhundert Jahren etabliert und wieder aufgegeben. Wie bei allen Kwakwaka'wakw schwankte die Bevölkerungsverteilung zudem im Verlauf der Jahreszeiten. Es gab sogenannte Winterdörfer, in denen sich die Menschen über den Winter konzentrierten, und viele Sommerdörfer, in die sie sich über die warmen Monate wieder aufteilten. Seit 1879 wurden den Nahwitti von der Regierung Indianerreservate (in Kanada: Indian reserves) zugewiesen, darunter als bei weitem größtes die gesamte Insel Hope Island. Die Insel galt damals als „völlig wertlos“ („utterly worthless“), aufgrund ihrer Größe wurden den Nahwitti in der Folge aber nur noch kleine Gebiete zugestanden. Stand Dezember 2021 besitzt die Tlatlasikwala First Nation heute 6 Reservate.
| Name            | Lage                                                                            | Fläche     |
| --------------- | ------------------------------------------------------------------------------- | ---------- |
| Hope Island 1   | Die gesamte Insel Hope Island.                                                  | 3445,60 ha |
| Semach 2        | An der Seaotter Cove, zwischen Cape Scott im Norden und San Josef Bay im Süden. | 2,4 ha     |
| Ouchton 3       | An der Guise Bay von Cape Scott.                                                | 4,9 ha     |
| Nahwitti 4      | An der Spitze von Cape Sutil.                                                   | 8,9 ha     |
| Glen-gla-ouch 5 | Im Süden von Balaklava Island.                                                  | 5,7 ha     |
| Wakems 6        | Im Nordosten von Nigei Island.                                                  | 6,9 ha     |